# Paul Nizon
Paul Nizon, född 19 december 1929 i Bern, är en schweizisk konsthistoriker och författare.

## Biografi
Nizon är son till en rysk kemist och en schweizisk mor och efter att ha lämnat skolan studerade han konsthistoria, klassisk arkeologi och tyska språket och litteraturen vid universiteten i Bern och München. Han tog sin doktorsgrad 1957 med en avhandling om Vincent Van Gogh (Der frühe Zeichnungsstil. Untersuchung über die künstlerische Form und ihre Beziehung zur Psychologie und Weltanschauung des Künstlers). 
Nizon arbetade som assistent på Historisches Museum i Bern fram till 1959. År 1960 arbetade han under ett stipendium på schweiziska institutet i Rom för att år 1961, som en ledande konstkritiker, skriva i Neue Zürcher Zeitung. Sedan 1962 har Nizon, som bott i Paris sedan 1977, varit en frilansande skribent. Han har samtidigt innehaft ett flertal gästlektorat, såsom 1984 i universitetet i Frankfurt am Main och 1987 i Washington University, St. Louis, Missouri. 
Nizon tillhör sedan 1971 författarenorganisationen Autorenverband Autorinnen und Autoren der Schweiz och sedan 1980 Deutschschweizer PEN -Zentrum. Sedan 2011 är han medlem i Deutschen Akademie für Sprache und Dichtung in Darmstadt. Hans arkiv förvaras i det schweiziska litterära arkivet i Bern.

## Priser och utmärkelser
- 1972: Conrad-Ferdinand-Meyer-priset
- 1976: Staden Bremens för romanen Stolz
- 1982: Preis der Schweizerischen Schillerstiftung und Deutscher Kritikerpreis
- 1984: Staden Berns litteraturpris
- 1988: «Chevalier» i franska Ordre des Arts et des Lettres
- 1988: Priset av France Culture för utländsk litteratur
- 1989: Torcello-priset från Peter Suhrkamp-stiftelsen
- 1990: Marie-Luise-Kaschnitz-priset
- 1992: Staden Zürich  litteraturpris
- 1993: Staden Bergen författarpris
- 1994: Kantonen Berns Stora Litteraturpris
- 1996: Erich-Fried-priset
- 2003: Kantonens Berns bokpris
- 2004: André-Gide-priset för Die Erstausgaben der Gefühle och hans översättning av Diane Meur till franska
- 2007: Kranichsteiner Litteraturpreis från Tyska litteraturfonden
- 2010: Österrikiska statens pris för europeisk litteratur
- 2012: Kantonen Berns Litteraturpris
- 2014: Stora litteraturpriset